# Route 108 (Nouveau-Brunswick)
Pour les articles homonymes, voir Route 108.
La route 108 est une route secondaire du Nouveau-Brunswick agissant comme principal lien entre Grand-Sault et Miramichi sur une distance de 203 km (126 mi).

## Description du tracé

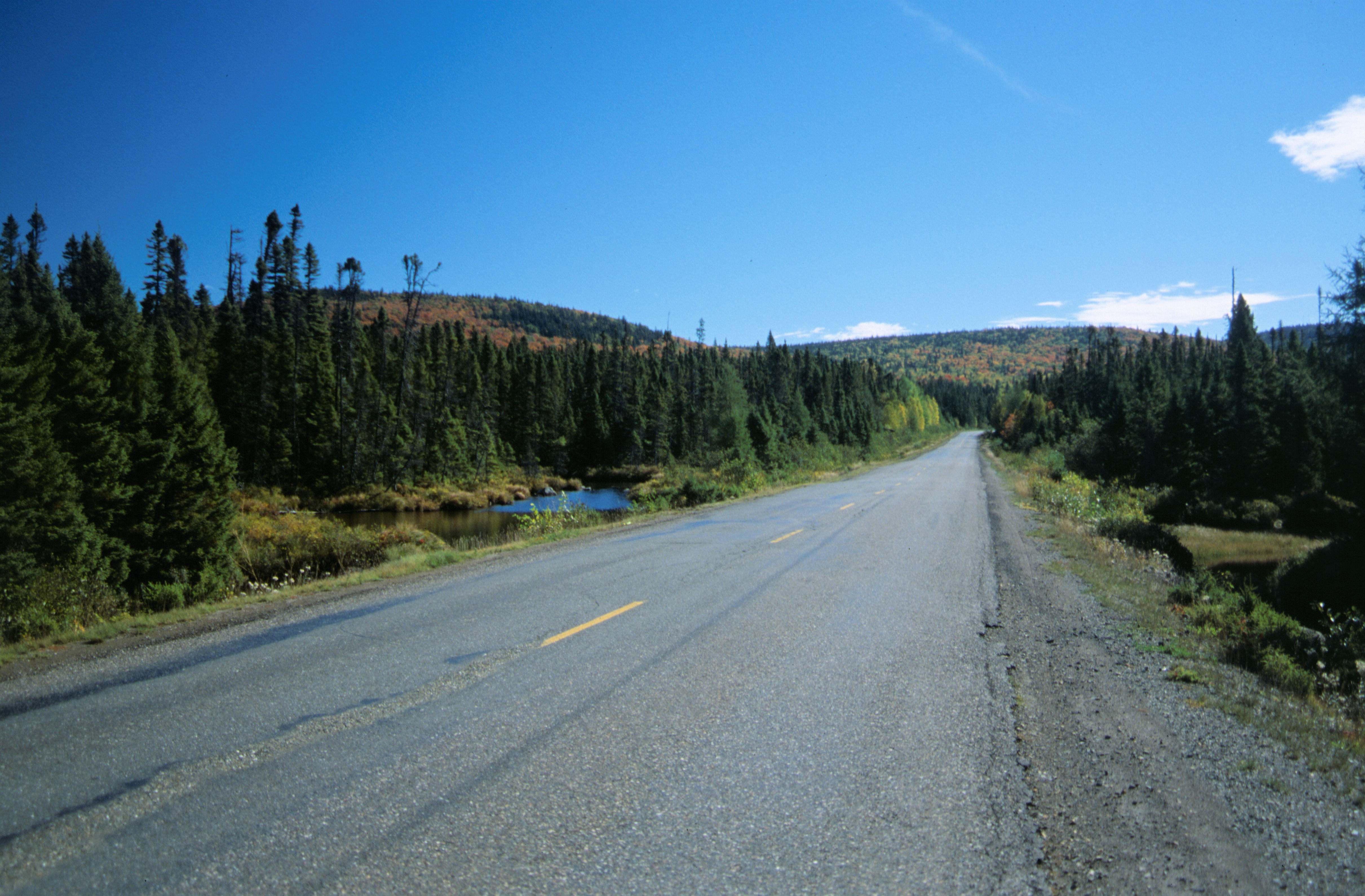
La route 108 est très isolée et peut être dangereuse l'hiver lors de tempêtes de neige dû à la poudrerie.

La route 108 débute au nord-ouest de Grand-Sault à un échangeur avec la route 2 (sortie 75). Elle se dirige d'abord vers le sud-ouest sur 1 km (0,6 mi) avant de tourner vers le sud-est pour traverser le centre de Grand-Sault via le chemin Madawaska (rue principale de la ville). Après Grand-Sault, elle traverse Drummond, puis se dirige vers le sud-ouest sur 30 km (19 mi), jusqu'à Weaver, où elle bifurque vers le sud pour suivre la rivière Mamozekel, en étant la route de contournement de Plaster Rock.
Après avoir traversé la rivière Mamozekel et croisé la route 390 à un échangeur, la route 108 devient une route forestière très isolée pour 130 km (81 mi), traversant la forêt centrale du Nouveau-Brunswick et suivant la frontière sud de la zone protégée des lacs Kennedy. Dans cette section de la route, les services sont peu présents et la route possède de nombreuses courbes. De plus, la route 108 est parfois fermée dans cette section durant des tempêtes de neige dû au manque de service, à l'isolement et aux vents s'intensifiant dans cette région, causant de la poudrerie et réduisant la visibilité.
Aux environs du kilomètre 170, la route 108 suit la rive nord de la rivière Renous, puis elle croise la route 8 dans un échangeur, à Renous. Pour ses derniers 25 km (16 mi), la route suit la rivière Miramichi Sud-Ouest en étant parallèle à la route 8 jusqu'à Derby Junction, où la route 108 bifurque vers l'ouest pour se terminer sur la route 8, sur un échangeur.

## Histoire

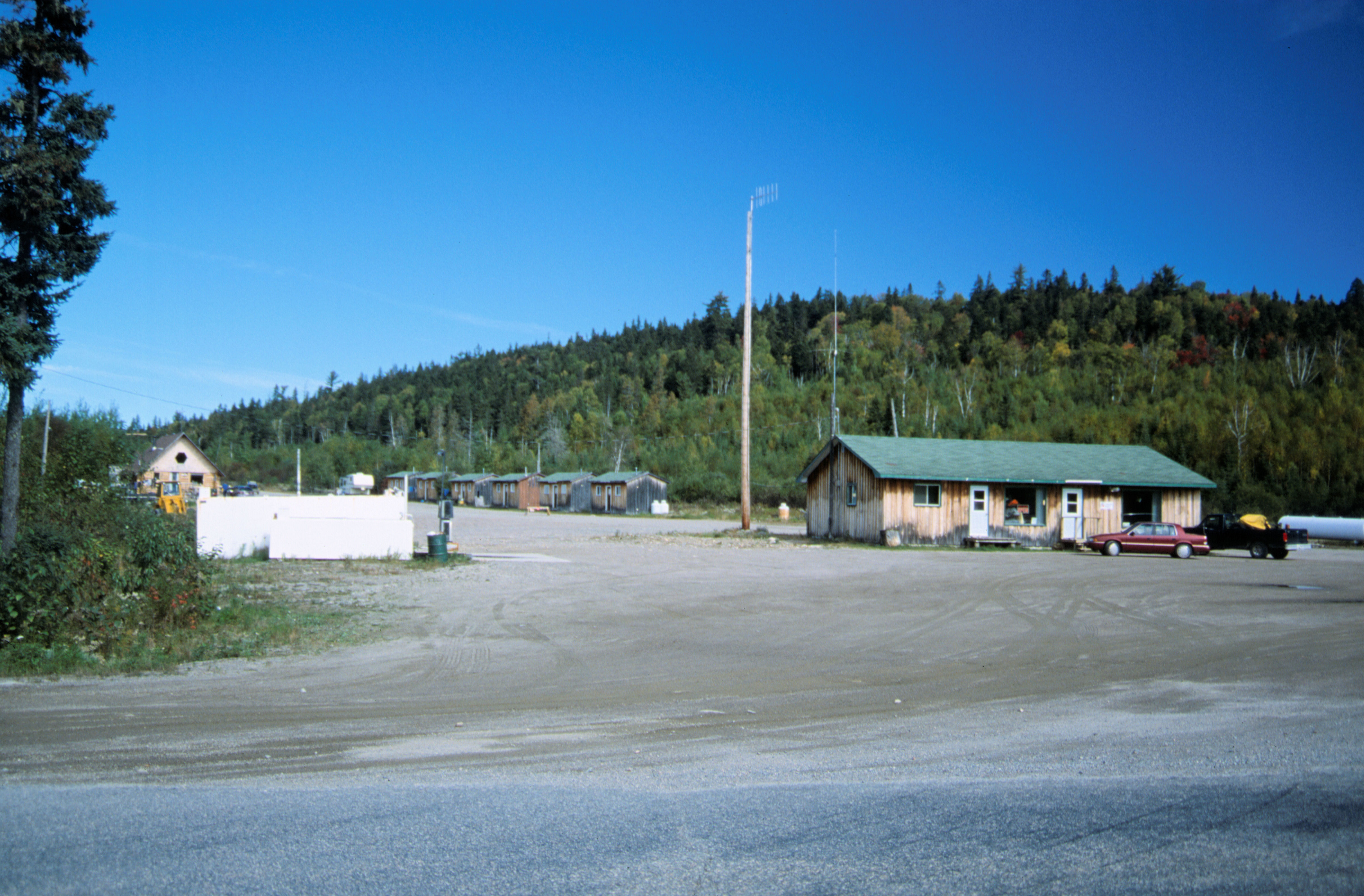
Un des rares postes de services le long de la 108.

La route 108 fut désignée ainsi en 1965, remplaçant l'ancienne route 22. L'ancien tracé de la route 108 suivait l'actuelle route 108 de Grand-Sault à Hazeldean, puis l'actuelle route 395 jusqu'à la rivière Tobique, où elle suivait la rivière jusqu'à la réserve de la première nation de Tobique (actuelles routes 109 et 390).
En 1976, la route entre Plaster Rock et Renous, qui faisait autrefois partie de la route 109, fut renumérotée pour faire partie de la route 108, et la section entre Plaster Rock et la réserve de première nation de Tobique fut renumérotée route 390. En 1988, la route 108 fut étendue vers le nord-est pour suivre parallèlement la route 8 jusqu'à Derby Junction. Le dernier changement de la route 108 a eu lieu alors qu'elle a été prolongée de 3 km (1,9 mi) vers le nord-ouest en 2003, au nord-ouest de Grand-Sault, pour rejoindre un nouvel échangeur de la nouvelle route transcanadienne (sortie 75 de la route 2).

## Intersections majeures
| Comté                                   | Ville              | km     | Destinations                                          | Notes                                                                                   |
| --------------------------------------- | ------------------ | ------ | ----------------------------------------------------- | --------------------------------------------------------------------------------------- |
| Victoria                                | Grand-Sault        | 0,00   | NB-2 – Edmundston, Fredericton NB-255 nord            | Sortie 75 de la NB-2; terminus sud de la NB-255; la NB-108 ouest devient la NB-255 nord |
| Victoria                                | Grand-Sault        | 1,30   | NB-144 ouest – Saint-Léonard                          | Terminus est de la NB-144                                                               |
| Victoria                                | Grand-Sault        | 2,70   | NB-2 est – Edmundston                                 | Accès vers NB-2 est et depuis NB-2 ouest seulement; sortie 77 de la NB-2                |
| Victoria                                | Grand-Sault        | 5,30   | NB-130 sud (Boulevard Broadway)                       | Terminus nord de la NB-130                                                              |
| Victoria                                | Grand-Sault        | 7,10   | NB-105 sud (Chemin Price)                             | Terminus nord de la NB-105                                                              |
| Victoria                                | Hazeldean          | 26,30  | NB-395 sud                                            | Terminus nord de la NB-395                                                              |
| Victoria                                | Plaster Rock       | 37,60  | NB-385 nord – Riley Brook                             | Terminus sud de la NB-385                                                               |
| Victoria                                | Plaster Rock       | 43,80  | NB-109 sud – Perth-Andover                            | Terminus nord de la NB-109                                                              |
| Victoria                                | Plaster Rock       | 44,10  | Traverse la rivière Tobique                           | Traverse la rivière Tobique                                                             |
| Victoria                                | Plaster Rock       | 44,30  | NB-390 ouest – Arthurette                             | Terminus est de la NB-390; échangeur                                                    |
| Northumberland                          |                    | 160,30 | NB-420 est                                            | Terminus ouest de la NB-420                                                             |
| Northumberland                          | Renous-Quarryville | 180,20 | NB-8 – Fredericton, Miramichi                         | Échangeur; sortie 139 de la NB-8                                                        |
| Northumberland                          | Renous-Quarryville | 182,00 | Chemin Quarryville vers NB-118 / NB-126 – Rogersville |                                                                                         |
| Northumberland                          | Renous-Quarryville | 182,70 | NB-415 nord – Red Bank                                | Terminus sud de la NB-415                                                               |
| Northumberland                          | Derby Junction     | 203,00 | NB-8 – Fredericton, Miramichi NB-420 ouest – Red Bank | Sortie 163 de la NB-2; terminus est de la NB-420; la NB-108 est devient la NB-420 ouest |
| - Accès incomplet - Transition de route |                    |        |                                                       |                                                                                         |